# Come ye Blessed
El Come ye Blessed cuya traducción significa Venid, benditos (o Pitcairn Anthem) es el himno oficial de las Islas Pitcairn (Reino Unido). God Save the King es el himno oficial de la Isla Norfolk (Australia), pero aunque Come ye Blessed es el himno no oficial, es utilizado en muchos eventos de la isla. La letra procede del Evangelio de Mateo, capítulo 25, versos 34-36 y 40.